# همگرایی گرانشی قوی
همگرایی گرانشی قوی اثر همگرایی گرانشی است که به اندازه کافی زیاد است که تصاویر متعددی تولید کند، کمان، یا بلکه حلقه اینشتین. به طور کل، اثر همگرایی قوی نیاز دارد به چگالی جرم بیشتر از چگالی بحرانی {\displaystyle \Sigma _{cr}\,}. برای نقاط چرمی تعدادی عکس داریم و برای تعدادی کمان یا حلقه داریم.